# Arisaema dracontium
Arisaema dracontium är en kallaväxtart som först beskrevs av Carl von Linné, och fick sitt nu gällande namn av Heinrich Wilhelm Schott. Arisaema dracontium ingår i släktet Arisaema och familjen kallaväxter. Inga underarter finns listade.

## Bildgalleri

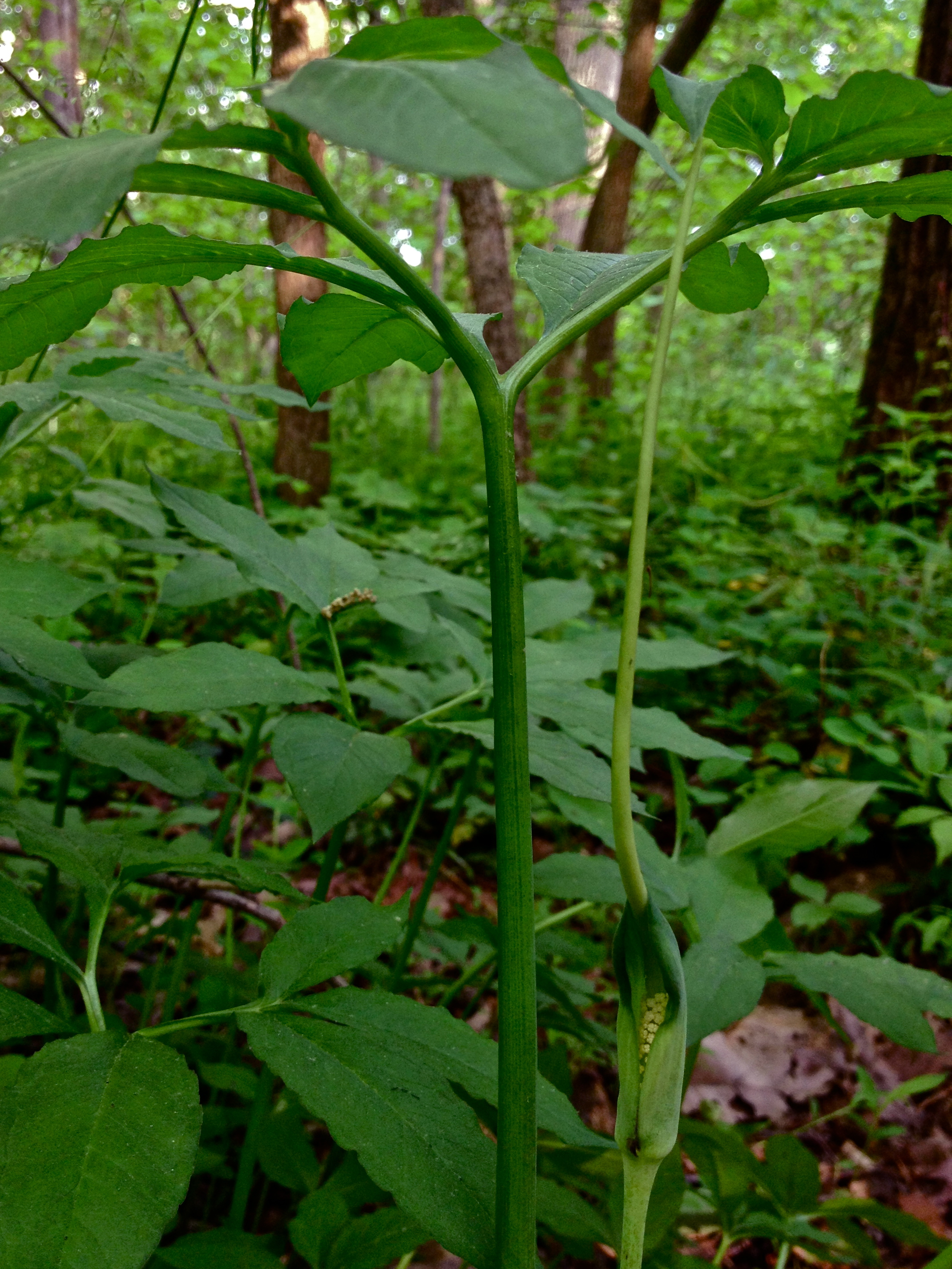
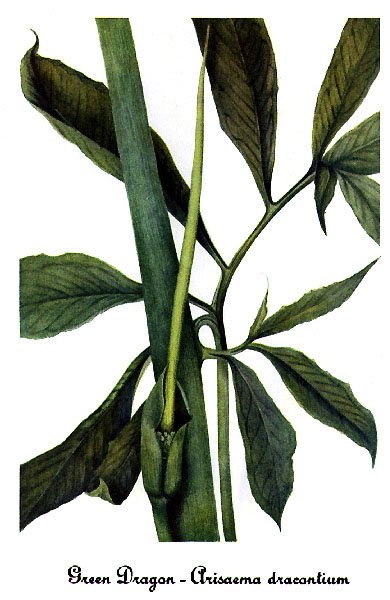
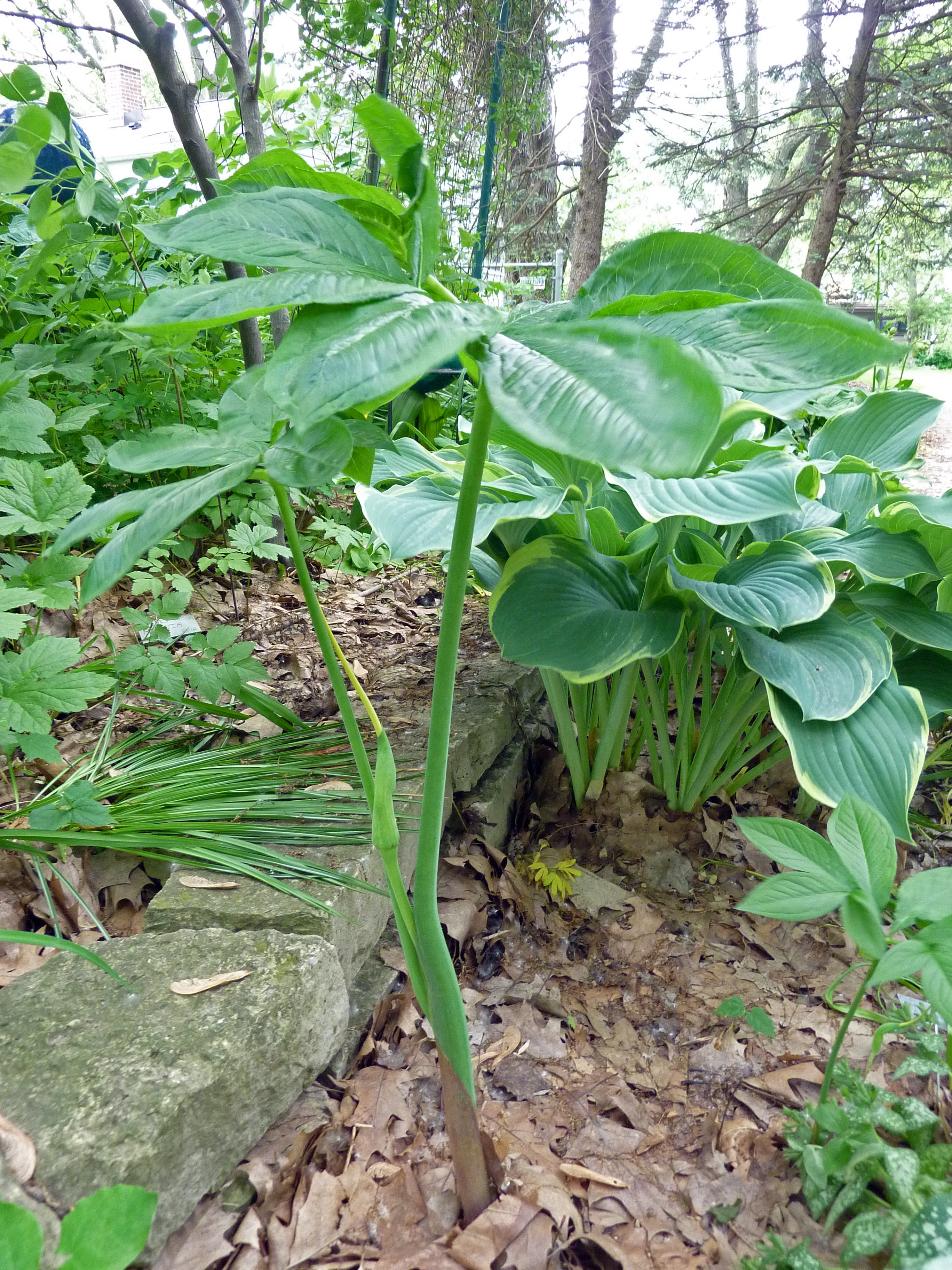